# President's Cup 1977
De President's Cup 1977 (officiële naam President Park's Cup Football Tournament) was de 7e editie van de President's Cup, later Korea Cup genoemd. Het toernooi werd gehouden van 3 tot en met 15 september 1977. Aan het toernooi deden 9 landen mee. De staat São Paulo onder 23 werd kampioen, in de finale versloegen zij Zuid-Korea met 1–0. Maleisië en Thailand werden derde.

## Groepsfase

### Groep 1
| Pos | Land                | Wed | Win | Gel | Ver | DV | DT | +/− | Pnt |
| --- | ------------------- | --- | --- | --- | --- | -- | -- | --- | --- |
| 1   | Zuid-Korea          | 4   | 4   | 0   | 0   | 18 | 3  | +15 | 8   |
| 2   | Thailand            | 4   | 3   | 0   | 1   | 12 | 9  | +3  | 6   |
| 3   | Racing Beiroet      | 4   | 1   | 0   | 3   | 8  | 14 | –6  | 2   |
| 4   | Middlesex Wanderers | 4   | 1   | 0   | 3   | 4  | 10 | –6  | 2   |
| 4   | India               | 4   | 1   | 0   | 3   | 4  | 10 | –6  | 2   |

### Groep 2
| Pos | Land                    | Wed | Win | Gel | Ver | DV | DT | +/− | Pnt |
| --- | ----------------------- | --- | --- | --- | --- | -- | -- | --- | --- |
| 1   | São Paulo (staat) (–23) | 3   | 2   | 1   | 0   | 8  | 2  | +6  | 5   |
| 2   | Maleisië                | 3   | 1   | 1   | 1   | 5  | 5  | 0   | 3   |
| 3   | Zuid-Korea (B-elftal)   | 3   | 0   | 3   | 0   | 3  | 3  | 0   | 3   |
| 4   | Bahrein                 | 3   | 0   | 1   | 2   | 2  | 8  | –6  | 1   |

## Knock-outfase
|  | Halve finale    | Halve finale |   |              | Finale          | Finale |
|  |                 |              |   |              |                 |        |
|  | 13 september    |              |   |              |                 |        |
|  | São Paulo (–23) | 4            |   |              |                 |        |
|  | Thailand        | 0            |   |              |                 |        |
|  |                 |              |   |              |                 |        |
|  |                 |              |   |              | 15 september    |        |
|  |                 |              |   |              | São Paulo (–23) | 1      |
|  |                 | Zuid-Korea   | 0 |              |                 |        |
|  |                 |              |   |              |                 |        |
|  |                 |              |   |              | Derde plaats    |        |
|  | 13 september    | 13 september |   | 15 september | 15 september    |        |
|  | Zuid-Korea      | 3            |   | Maleisië     | 1               |        |
|  | Maleisië        | 0            |   |              | Thailand        | 1      |

| Winnaar President's Cup 1977 |
| ---------------------------- |
|                              |
| São Paulo (–23) 2e titel     |